# Libor Kozák
Libor Kozák (sinh ngày 30 tháng 5 năm 1989) là một cầu thủ bóng đá chuyên nghiệp người Séc thi đấu ở vị trí tiền đạo cho  câu lạc bộ Sparta Prague của Fortuna Liga và tuyển Cộng hòa Séc.

## Sự nghiệp cấp câu lạc bộ

### SFC Opava
Kozák khởi nghiệp bóng đá vào năm 2001 với câu lạc bộ Slezský FC Opava của SÉc, đầu tiên anh chơi cho đội trẻ trước khi được thăng lên đội một vào năm 2007. Được xem là một tài năng đầy triển vọng, Kozák là một chân sút cự phách tại Czech Second Division cùng Opava. Tháng 10 năm 2007, anh ghi cú hat-trick đầu tiên tạo nên chiến thắng 5–1 cho Opava trước FC Zenit Čáslav tại giải hạng hai.
Tháng 1 năm 2008, Kozák đi thử việc cho câu lạc bộ Portsmouth của Giải bóng đá Ngoại hạng Anh, tuy nhiên anh đã không gia nhập Pompey. Cuối mùa bóng đó, câu lạc bộ nổi tiếng của Ý là Lazio đã đến gọi cửa và Kozák chấp nhận chuyển nhượng tới Rome.

### Lazio
Kozák gia nhập Lazio vào tháng 7 năm 2008, anh ký hợp đồng dài 5 năm kèm tin đồn chủ tịch của Lazio, ông Claudio Lotito đã trả mức phí chuyển nhượng là 1,2 triệu euro (1,8 triệu USD).
Kozák có trận ra mắt Serie A vào ngày 2 tháng 5 năm 2009, khi vào sân từ ghế dự bị thay cho Mauro Zárate ở phút thứ 84 trước Inter tại San Siro. Lazio đã để thua trận đấu 0–2.
Sau một mùa giải tại Lazio, câu lạc bộ đem anh cho mượn đến câu lạc bộ Brescia của Serie B ở mùa giải 2009–10, nhằm tích lũy kinh nghiệm và đá chính đều đặn hơn. Ngày 26 tháng 9 năm 2009, Kozák ghi bàn thắng đầu tiên tại Ý vào lưới Grosseto.
Cuối quãng thời gian cho mượn, anh trở lại Lazio. Anh ghi bàn đầu tiên cho Biancocelesti vào ngày 18 tháng 9 năm 2010 giúp đem lại chiến thắng trước Fiorentina. Ngày 16 tháng 11 năm 2011, anh kiến tạo bàn thắng quyết định vào lưới Sampdoria trước khi lần lượt ghi bàn thứ 3 và thứ 4 vào lưới Lazio hai tuần sau, và vào lưới Fiorentina một lần nữa. Sau khi có 4 bàn sau 9 trận đá chính Lazio cùng 4 bàn thắng đến tháng 1, Michal Bílek, huấn luyện viên Cộng hòa Séc cho biết Kozak sẽ được gọi lên tuyển quốc gia và thông báo rằng ông sẽ có một chuyến thị sât đặc biệt tới Sân vận động Olimpico để theo dõi trận đấu của Lazio với A.S. Bari.
Ở mùa 2012–13 Kozák dưới thời huấn luyện viên Vladimir Petković, đã trải qua một mùa giải trái chiếu khi không thể ghi bàn sau 19 trận thi đấu ở Serie A, nhưng lại cán đích ở vị trí vua phá lưới của Europa League với 8 bàn thắng. Anh ghi cú hat trick đầu tiên cho câu lạc bộ vào lưới VfB Stuttgart tại Rome vào ngày 14 tháng 3 năm 2013, giúp đội bóng tiến đến vòng 8 đội mạnh nhất với tỉ số chung cuộc 5–1.

## Thống kê sự nghiệp

### Câu lạc bộ
Tính đến 1 tháng 8 năm 2020
| Câu lạc bộ         | Mùa                | Giải               | Giải    | Giải      | Cúp     | Cúp       | Cúp liên đoàn | Cúp liên đoàn | Cúp châu Âu | Cúp châu Âu | Tổng cộng | Tổng cộng |
| Câu lạc bộ         | Mùa                | Hạng đấu           | Số trận | Bàn thắng | Số trận | Bàn thắng | Số trận       | Bàn thắng     | Số trận     | Bàn thắng   | Số trận   | Bàn thắng |
| ------------------ | ------------------ | ------------------ | ------- | --------- | ------- | --------- | ------------- | ------------- | ----------- | ----------- | --------- | --------- |
| Opava              | 2006–07            | Czech 2. Liga      | 15      | 8         | 0       | 0         | –             | –             | –           | –           | 15        | 8         |
| Opava              | 2007–08            | Czech 2. Liga      | 26      | 11        | 0       | 0         | –             | –             | –           | –           | 26        | 11        |
| Opava              | Tổng cộng          | Tổng cộng          | 41      | 19        | 0       | 0         | –             | –             | –           | –           | 41        | 19        |
| Lazio              | 2008–09            | Serie A            | 3       | 0         | 0       | 0         | –             | –             | –           | –           | 3         | 0         |
| Lazio              | 2009–10            | Serie A            | 0       | 0         | 0       | 0         | –             | –             | 0           | 0           | 0         | 0         |
| Lazio              | 2010–11            | Serie A            | 19      | 6         | 3       | 1         | –             | –             | 0           | 0           | 22        | 7         |
| Lazio              | 2011–12            | Serie A            | 17      | 4         | 0       | 0         | –             | –             | 7           | 1           | 24        | 5         |
| Lazio              | 2012–13            | Serie A            | 19      | 0         | 1       | 0         | –             | –             | 11          | 10          | 31        | 10        |
| Lazio              | Tổng cộng          | Tổng cộng          | 58      | 10        | 4       | 1         | –             | –             | 18          | 11          | 80        | 22        |
| Brescia (mượn)     | 2009–10            | Serie B            | 29      | 3         | 0       | 0         | –             | –             | 0           | 0           | 29        | 3         |
| Aston Villa        | 2013–14            | Premier League     | 14      | 4         | 0       | 0         | 1             | 0             | –           | –           | 15        | 4         |
| Aston Villa        | 2014–15            | Premier League     | 0       | 0         | 0       | 0         | 0             | 0             | –           | –           | 0         | 0         |
| Aston Villa        | 2015–16            | Premier League     | 4       | 0         | 0       | 0         | 1             | 0             | –           | –           | 5         | 0         |
| Aston Villa        | 2016–17            | Championship       | 2       | 0         | –       | –         | –             | –             | –           | –           | 2         | 0         |
| Aston Villa        | Tổng cộng          | Tổng cộng          | 20      | 4         | 0       | 0         | 2             | 0             | 0           | 0           | 22        | 4         |
| Bari               | 2017–18            | Serie B            | 15      | 2         | 1       | 0         | –             | –             | –           | –           | 16        | 2         |
| Livorno            | 2018–19            | Serie B            | 9       | 0         | 2       | 0         | –             | –             | –           | –           | 11        | 0         |
| Slovan Liberec     | 2018–19            | Fortuna liga       | 14      | 7         | 1       | 0         | –             | –             | –           | –           | 15        | 7         |
| Sparta Prague      | 2019–20            | Fortuna liga       | 31      | 14        | 5       | 4         | –             | –             | 2           | 0           | 38        | 18        |
| Tổng kết sự nghiệp | Tổng kết sự nghiệp | Tổng kết sự nghiệp | 217     | 59        | 15      | 8         | 2             | 0             | 20          | 11          | 252       | 75        |

### Cấp đội tuyển
Tính đến 10 tháng 6 năm 2019
| Tuyển quốc gia | Năm       | Số trận | Bàn thắng |
| -------------- | --------- | ------- | --------- |
| Cộng hòa Séc   | 2012      | 1       | 0         |
| Cộng hòa Séc   | 2013      | 7       | 2         |
| Cộng hòa Séc   | 2019      | 1       | 0         |
| Cộng hòa Séc   | 2020      | 0       | 0         |
| Tổng cộng      | Tổng cộng | 9       | 2         |

Tỉ số và kết quả liệt kê bàn thắng của Cộng hòa Séc trước.
| # | Ngày                | Nơi tổ chức                              | Lần ra sân | Đối thủ | Tỉ số | Kết quả | Giải đấu                                     |
| - | ------------------- | ---------------------------------------- | ---------- | ------- | ----- | ------- | -------------------------------------------- |
| 1 | 14 tháng 8 năm 2013 | Puskás Ferenc Stadion, Budapest, Hungary | 4          | Hungary | 1–0   | 1–1     | Giao hữu                                     |
| 2 | 10 tháng 9 năm 2013 | Sân vận động Juventus, Turin, Ý          | 6          | Ý       | 1–0   | 2–1     | Vòng loại giải vô địch bóng đá thế giới 2014 |

## Danh hiệu

### Câu lạc bộ
Lazio
- Coppa Italia: 2008–09, 2012–13

### Cấp đội tuyển
U-21 Cộng hòa Séc
- Huy chương đồng Giải vô địch bóng đá U-21 châu Âu: 2011[13][14]

### Cá nhân
- UEFA Europa League vua phá lưới: 2012–13